# کارلس‌برگ (آلمان)
کارلسبرگ (به آلمانی: Carlsberg) یک شهر در آلمان است که در باد دورکهایم واقع شده‌است. کارلسبرگ ۳٬۵۵۸ نفر جمعیت دارد.